# Большой Бачат
Большой Бачат (в верховье Степной Бачат, в низовье Бачат) — река в Кемеровской области России. Впадает в Иню с левого берега. Длина реки составляет 86 км, площадь водосборного бассейна 1720 км².

## Этимология
Название реки общепринято толковать от кетских слов «паге» — черная смородина и «чат» (чет) — «река». О проживании кетов в бассейне реки Иня помимо реки Бачат напоминает топоним Барачаты. В XVII веке на притоке Енисея реке Кан имелась кето-коттская волость под названием Початский улус.
Существует альтернативная версия происхождения названия реки Бачат от монгольского слова «Бачат» — скалы, утесы. Проживающие до сих пор в окрестностях р. Бачат телеуты ранее были тесно связаны с западными монголами (ойратами) и некоторое время были их подданными. В пользу версии также говорит тот факт, что река протекает не только по степи, но и среди гор Салаирского кряжа.

## Притоки
По порядку от устья к истоку:
- 19 км: Малый Бачат
- 25 км: Черта
- 32 км: Бускускан
- 55 км: Сухой Ручей
- 57 км: Юрман
- Красноярка
- Белая
- Золотой
- Крутой
- Чибильчиха
- Токовушка
- Хлобыстун

## Данные водного реестра
По данным государственного водного реестра России относится к Верхнеобскому бассейновому округу, водохозяйственный участок реки — Иня, речной подбассейн реки — бассейны притоков (Верхней) Оби до впадения Томи. Речной бассейн реки — (Верхняя) Обь до впадения Иртыша.